# Jasong (ville)
Pour les articles homonymes, voir Jasong.
Jasong est une ville de Corée du Nord, dans la province du Jagang, proche de la frontière avec la Chine. Il s'agit du chef-lieu de l'arrondissement homonyme.
Jasong a le statut de bourg (up).